# Ле Коссек, Клеман
Клема́н Луи́ Мари́ Ле Коссе́к (фр. Clement Louis Marie Le Cossec; 20 февраля 1921, Трефьяга, Бретань, Франция — 22 июля 2001, Ле-Ман, Франция) — пятидесятнический миссионер, пастор Ассамблей Бога, основатель Цыганской евангелической миссии.
Клеман ле Коссек являлся лидером евангелического пробуждения среди европейских цыган во второй половине XX века. Цыганские евангелики называют его «апостолом цыган».

## Биография

### Начало служения
Клеман Ле Коссек родился 20 февраля 1921 года в бретонской деревне Трефьяга (департамент Финистер) и был одним из четырёх детей в бедной французской католической семье. Отец Клемана, бывший моряк, оставшийся после Первой мировой войны инвалидом, работал смотрителем маяка на о. Уэссан; мать Клемана отличалась особой набожностью. В 14-летнем возрасте Ле Коссек пережил религиозное обращение на евангелическом богослужении в театре Гавра; вера Клемана укрепилась после «чудесного исцеления» его отца от сердечных болезней, ревматизма и экземы.
После завершения среднего образования Клеман Ле Коссек поступил на заочные курсы в лондонской библейской школе Ассамблей Бога и окончил их в 1939 году. В возрасте 25 лет, в 1946 году он был рукоположен на пасторское служение в пятидесятнической церкви Лилля. В 1950 году при поддержке английского пятидесятника Дугласа Скотта Ле Коссек начинает евангелическую церковь в Ренне и становится пастором данной общины.

### Апостол цыган
В 1952 году к Ле Коссеку обратилась семейная пара бретонских цыган, перешедших в пятидесятничество; новообращённые жаловались на нежелание местного евангелического пастора преподать им крещение. Ле Коссек удовлетворил их просьбу, проведя обряд крещения в море на пляже города Бреста. В том же году им была организована первая цыганская евангельская община. Познакомивших с бытом бретонских цыган, Клеман Ле Коссек остался глубоко потрясён их полукочевым образом жизни и неграмотностью. Он начинает служение среди цыган, проводит евангелизационные встречи в таборах, совершает сотни крещений над обращёнными. В 1958 году Клеман передал пост пастора церкви в Ренне молодому помощнику и переселился в цыганский табор. К этому времени он обратил 3 тыс. цыган.
Служение Клемана Ле Коссека, проводимое в «передвижной церкви», привело к религиозному движению среди французских цыган, позже названному «цыганским пробуждением». Пробуждение сопровождается массовыми богослужениями под открытым небом, покаяниями, свидетельствами о чудесных исцелениях. В образованных общинах Ле Коссек вводит запрет на алкоголь, табак, наркотики; порицает внебрачный секс и насилие в семьях; поощряет обучение профессиям и переход к оседлому образу жизни.
Стремясь утвердить новообращённых, Ле Коссек основывает курсы подготовки будущих цыганских проповедников. На подобных курсах, проходивших в передвижных трейлерах, Ле Коссеку зачастую приходиться начинать с обучения чтению и письму. В 1967 году миссия Ле Коссека выкупает замок XIX века близ коммуне Жьен (департамент Луаре), в котором начинается библейская школа.
В 1961 году Ле Коссек начинает издавать периодический журнал «Жизнь и свет».
В 1968 году Клеман Ле Коссек вышел из Ассамблей Бога и основал «Цыганскую евангелическую миссию» — независимую пятидесятническую деноминацию. В 1975 году миссия становится членом экуменической Федерации протестантов Франции. Несмотря на это, французские СМИ того времени часто называли организацию «сектой».

### Международное служение

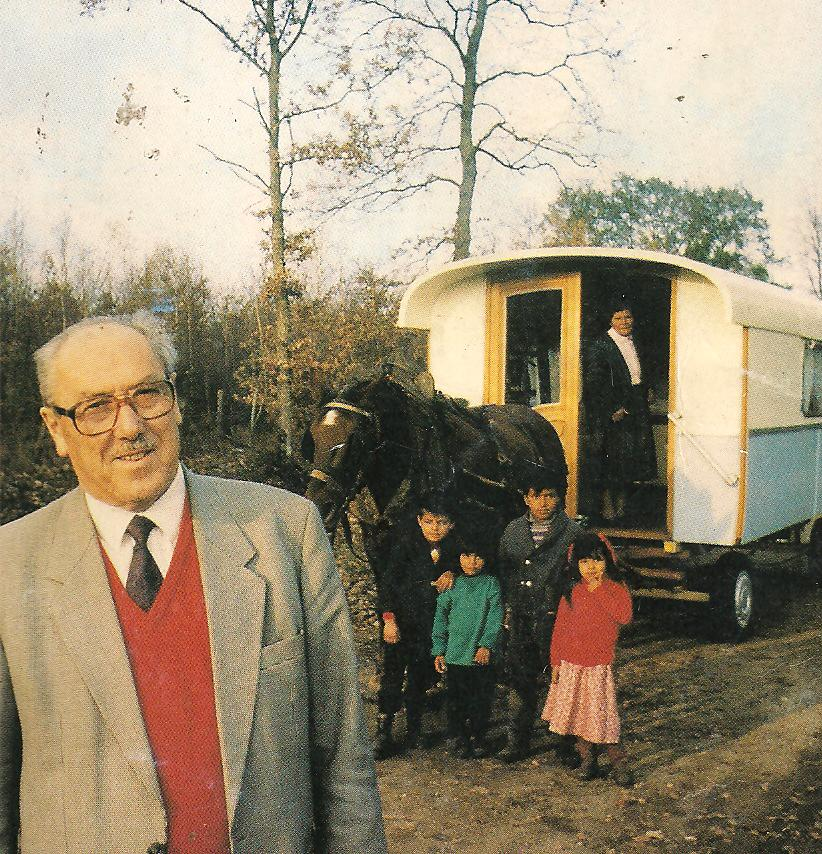
Клеман Ле Коссек на фоне цыганской кибитки (1991 год)

В 1963 году миссия Ле Коссека начинает служение среди испанских цыган; в 1969 году испанские цыгане создали Филадельфийскую евангелическую церковь. К концу 1960-х годов пробуждение захватывает португальских цыган; в 1974 году они основывают Филадельфийскую цыганскую евангелическую церковь в Португалии. Ле Коссек также участвовал в служения среди цыган Бельгии, Голландии, Германии, Италии.
За всю свою жизнь Клеман Ле Коссек с миссионерскими целями посетил 44 стран с крупной цыганской диаспорой, включая Канаду, США, Мексику, Аргентину и страны Ближнего Востока. При его участии в Индии были созданы интернаты, столовые, сиротские приюты.
Религиозное пробуждение среди цыган называют «крупнейшим пробуждением в послевоенной Европе». К концу XX века в Европе проживало 500 тыс. цыган-евангеликов.

### Смерть
Клеман Ле Коссек умер от рака 22 июля 2001 года в городе Ле-Ман. Похоронное богослужение посетило более 2 тыс. цыган со всей Европы. Погребальная молитва прошла по цыганскому обычаю — в шатре, раскинутом на одном из автомобильных паркингов возле города Ле-Ман.

## Семья
Клеман Ле Коссек женился 17 ноября 1941 года на Терезе Тайуа. Тереза активно помогала Клеману в служении; обращённые цыгане частой называли её «мамой». В браке родились восемь детей (трое дочерей и пятеро сыновей). Все дети Ле Коссека продолжили его служение в Цыганской евангелической миссии. Младший сын Этьен является пастором цыганской церкви в Ле-Мане, сын Пауль — миссионером в Индии.

## Избранные публикации
- Clement Le Cossec. Mon aventure chez les Tziganes. — C. Le Cossec, 1991. — 224 p.

Clement Le Cossec. My Adventures with the Gypsies. — Indian Gypsy Work Fellowship, 1991. — 171 p.
- Clement Le Cossec. Verdades Biblicas. — Clie, Editorial, 1991. — ISBN 8476455062.

- Clement Le Cossec. Revival Among the Gypsies. — Assemblies of God, Home Missions. — 32 p.

- Clement Le Cossec. Israel: Clef des avenements passes et a venir. — Varites Bibliques, 1983. — 70 p.